# Progress Rail
Progress Rail Services Corporation (PRLX) er en amerikansk togproducent og siden 2006 et datterselskab til Caterpillar. De har hovedkvarter i Albertville, Alabama. De producerer togsæt, togvogne, lokomotiver og togmotorer. 
"Progress Rail" blev etableret som en genbrugsvirksomhed i Albertville, Alabama i 1982.